# Cartografia di Encelado

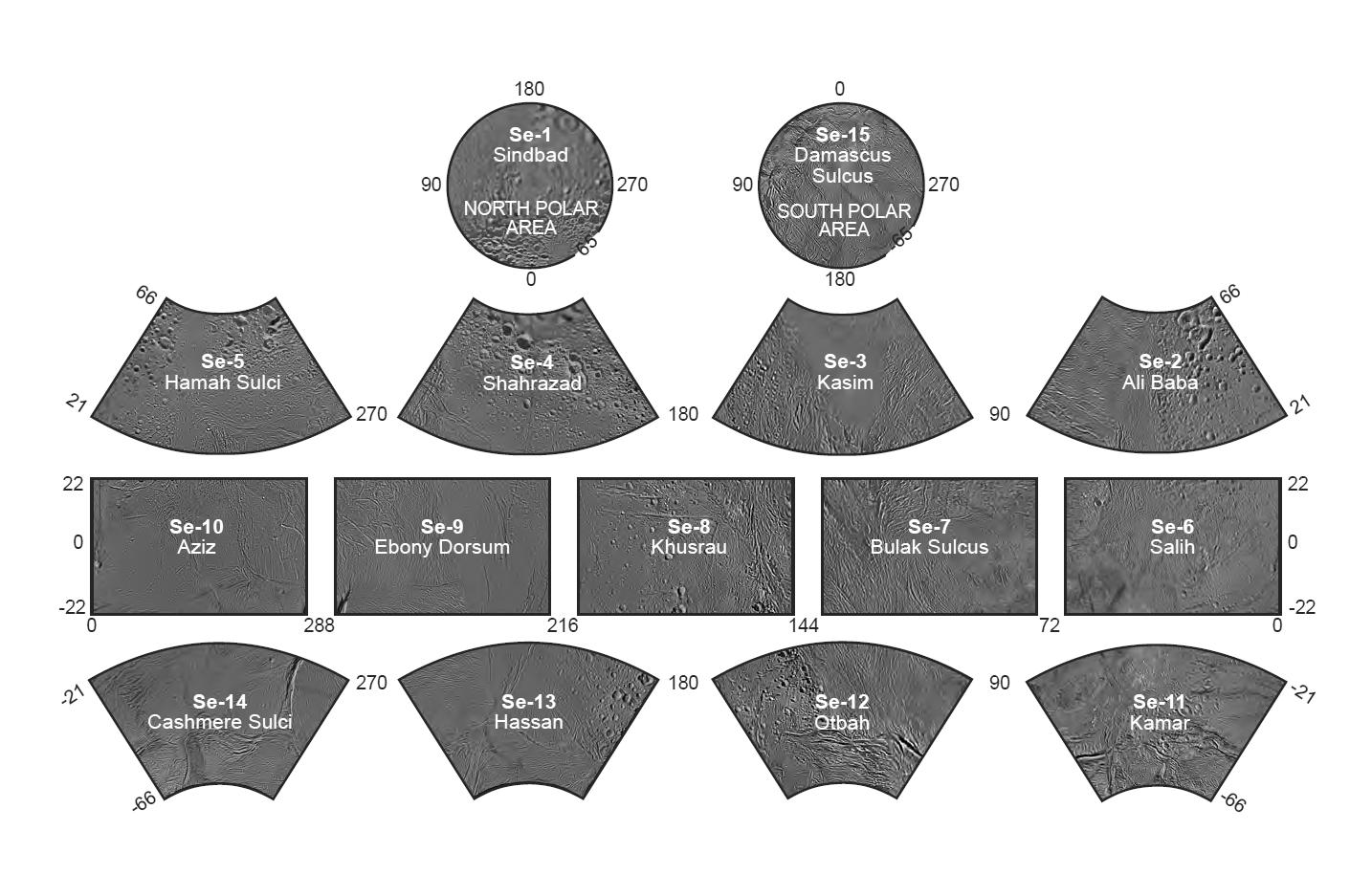
Le maglie di Encelado

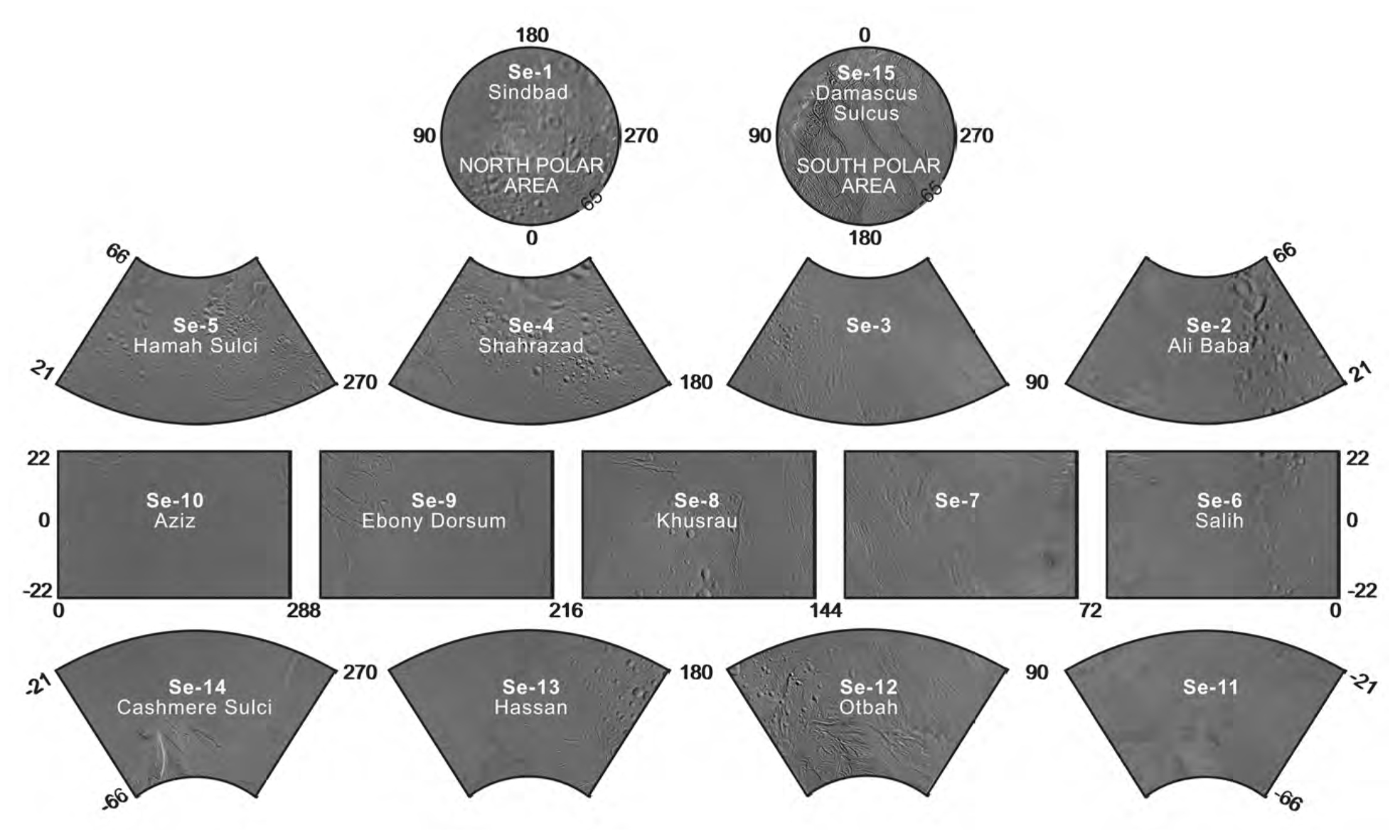
Le maglie di Encelado secondo l'edizione del 2006. Oltre alla minor definizione, motivo per cui per alcune maglie non fu scelta una denominazione, si noti la leggera rotazione delle immagini: ad esempio, la coppia di crateri in Se-13 in prossimità della linea di confine con Se-12 era più vicina alla linea stessa.

Per la cartografia di Encelado, l'Unione Astronomica Internazionale ha convenzionalmente suddiviso la superficie del satellite secondo un reticolato, adatto a una rappresentazione in scala 1:500.000, che definisce 15 maglie.
La cartografia è il risultato dell'elaborazione delle immagini di dettaglio ottenute durante i sorvoli ravvicinati compiuti dalla sonda Cassini. Ne venne prodotta una prima versione nel 2006 che risultò essere, oltre che incompleta poiché combinava immagini ad alta risoluzione con altre a bassa, anche imprecisa poiché il cratere Salih, che definisce il meridiano fondamentale, non era stato ancora ripreso nelle immagini ad alta risoluzione. Dopo il 2008, quando furono disponibili immagini del cratere Salih ad alta risoluzione, si poté correggere l'errore che aveva portato a uno spostamento di 3,5° e predisporre la nuova versione della cartografia attualmente in uso.
Alle maglie del reticolato è stato assegnato un codice di tipo Se-n, dove Se è l'acronimo di Saturno e Encelado mentre n è il sequenziale assegnato alla maglia all'interno del reticolato. La numerazione delle maglie avviene da nord verso sud e da est verso ovest. Le maglie circumpolari sono di forma circolare. A ogni maglia è stato inoltre assegnato un nome ripreso da un elemento topografico di rilievo che si trova nella maglia.
Le dimensioni delle maglie differiscono per numero di gradi di longitudine e latitudine coperti. Inoltre lungo i confini latitudinali le maglie si sovrappongono per 1 grado.
Complessivamente sono state definite cinque fasce di maglie. La prima, posta a cavallo dell'equatore, si estende tra i 22° N e i 22° S ed è suddivisa in cinque maglie di 72° di longitudine ciascuna. La seconda e la terza si estendono tra i 21° N/S e i 66° N/S e sono suddivise in quattro maglie di 90° di longitudine ciascuna. Per tutte queste fasce si è adottato come meridiano convenzionale per l'avvio della suddivisione in maglie quello posto a 0° E. Ciascuna delle altre fasce, che si estende oltre i 65° N/S, è composta dalla sola maglia circumpolare.

## Schema d'insieme
Il seguente schema illustra le posizioni relative delle maglie:
| Se-1 Maglia Sindbad             |                                |                                |                                |                                |                             |                             |                             |                       |                       |                     |                     |                             |                             |                             |                             |                      |                      |                      |                      |
| Se-5 Maglia di Hamah Sulci      | Se-5 Maglia di Hamah Sulci     | Se-5 Maglia di Hamah Sulci     | Se-5 Maglia di Hamah Sulci     | Se-5 Maglia di Hamah Sulci     | Se-4 Maglia Shahrazad       | Se-4 Maglia Shahrazad       | Se-4 Maglia Shahrazad       | Se-4 Maglia Shahrazad | Se-4 Maglia Shahrazad | Se-3 Maglia Kasim   | Se-3 Maglia Kasim   | Se-3 Maglia Kasim           | Se-3 Maglia Kasim           | Se-3 Maglia Kasim           | Se-2 Maglia Ali Baba        | Se-2 Maglia Ali Baba | Se-2 Maglia Ali Baba | Se-2 Maglia Ali Baba | Se-2 Maglia Ali Baba |
| Se-10 Maglia Aziz               | Se-10 Maglia Aziz              | Se-10 Maglia Aziz              | Se-10 Maglia Aziz              | Se-9 Maglia di Ebony Dorsum    | Se-9 Maglia di Ebony Dorsum | Se-9 Maglia di Ebony Dorsum | Se-9 Maglia di Ebony Dorsum | Se-8 Maglia Khusrau   | Se-8 Maglia Khusrau   | Se-8 Maglia Khusrau | Se-8 Maglia Khusrau | Se-7 Maglia di Bulak Sulcus | Se-7 Maglia di Bulak Sulcus | Se-7 Maglia di Bulak Sulcus | Se-7 Maglia di Bulak Sulcus | Se-6 Maglia Salih    | Se-6 Maglia Salih    | Se-6 Maglia Salih    | Se-6 Maglia Salih    |
| Se-14 Maglia di Cashmere Sulci  | Se-14 Maglia di Cashmere Sulci | Se-14 Maglia di Cashmere Sulci | Se-14 Maglia di Cashmere Sulci | Se-14 Maglia di Cashmere Sulci | Se-13 Maglia Hassan         | Se-13 Maglia Hassan         | Se-13 Maglia Hassan         | Se-13 Maglia Hassan   | Se-13 Maglia Hassan   | Se-12 Maglia Otbah  | Se-12 Maglia Otbah  | Se-12 Maglia Otbah          | Se-12 Maglia Otbah          | Se-12 Maglia Otbah          | Se-11 Maglia Kamar          | Se-11 Maglia Kamar   | Se-11 Maglia Kamar   | Se-11 Maglia Kamar   | Se-11 Maglia Kamar   |
| Se-15 Maglia di Damascus Sulcus |                                |                                |                                |                                |                             |                             |                             |                       |                       |                     |                     |                             |                             |                             |                             |                      |                      |                      |                      |